# Terry Bouhraoua

a Compétitions nationales et continentales officielles uniquement.

b Matchs officiels uniquement.
Dernière mise à jour le 28 août 2021.
Terry Bouhraoua, né le 29 août 1987 à Châteaudun (Eure-et-Loir), est un joueur français de rugby à XV et de rugby à sept qui évolue au poste de demi de mêlée, aussi bien à XV qu'à sept. International à sept, il détient le record du nombre de points marqués en équipe de France.

## Biographie
D'origine algérienne, il a notamment un frère Boris Bouhraoua qui est international de rugby à XV algérien.
Terry Bouhraoua est le premier joueur à avoir signé un contrat fédéral avec la Fédération française de rugby, et évolue ainsi avec l'équipe de France à sept sous contrat entre 2010 et 2017.
Il est cité parmi les meilleurs joueurs de rugby à sept français, voire parmi les meilleurs du circuit mondial, à son apogée. Il devient, grâce à son statut de leader, le capitaine de l'équipe de France, notamment lors des jeux olympiques de 2016, pour la première édition de rugby à sept aux Jeux olympiques,. Terry Bouhraoua marque entre autres le premier essai de ce Tournoi masculin de rugby à sept des J.O. contre l'Australie, et termine aussi meilleur marqueur de la compétition.
En 2017, il met fin à son contrat avec la FFR pour revenir au rugby à XV. Il signe alors un contrat de trois ans avec son club formateur, le Stade français Paris. En manque de temps de jeu au Stade, Bouhraoua finit par retrouver l'équipe de France de rugby à sept en participant à deux étapes des World Rugby Sevens Series,.
Après cette saison décevante, il n'est pas conservé à l'intersaison 2018 par son club de Top 14, puis figure dans la liste de Provale des joueurs au chômage. Il continue néanmoins à jouer avec l'équipe de France à sept, notamment lors du Tournoi de rugby à sept de Marcoussis, deuxième étape du Seven's Grand Prix Series qui se déroule en juin, laissant ainsi entrevoir un éventuel retour au rugby à sept. En août 2018, il signe effectivement un nouveau contrat avec la FFR.
En 2021, la France s'incline en finale du tournoi qualificatif olympique des Jeux de Tokyo ; Bouhraoua et les Bleus perdent ainsi l'opportunité de participer à leurs deuxièmes olympiades. Alors que le contrat fédéral de ce premier s'achève, il met un terme à sa carrière internationale. Il retourne par la suite vers le rugby à XV, s'engageant avec le Ciencias Rugby Club, club de première division espagnole.
En 2023, il s'exile au Mexique pour y développer le rugby à sept. Il est directeur de la fédération mexicaine de rugby à 7 et entraîneur de l'équipe masculine.

## Palmarès

### En club
- Rugby à sept
  - Finaliste du championnat de France Cadet Alamercery : 2003
  - Champion de France de rugby à sept : 2006 avec l'Île-de-France
- Championnat de France de rugby à XV :
  - Champion : 2007.

### En équipe nationale
- Rugby à XV
  - Équipe de France -19 ans : participation au championnat du monde 2006 à Dubaï (5 sélections, 2 fois capitaine)
- Rugby à sept
  -  Troisième au Tournoi d'Afrique du Sud de rugby à sept 2015
  -  Troisième au Tournoi d'Afrique du Sud de rugby à sept 2019

### Distinctions personnelles
- Meilleur marqueur du championnat d'Europe 2009 de rugby à sept.
- Meilleur marqueur du Dubaï rugby sevens 2015
- Meilleur marqueur du tournoi masculin de rugby à sept aux Jeux olympiques 2016
- Meilleur marqueur au South Africa rugby sevens 2016
- 100e essai marqué à Dubaï en 2016

## Statistiques

### World Rugby Sevens Series
| Saison    | Statistiques | Statistiques | Statistiques | Tournois         | Tournois | Tournois | Tournois         | Tournois       |
| Saison    | M            | Ess.         | Pts          | Classement final | Disputés | Victoire | 2e place         | 3e place       |
| --------- | ------------ | ------------ | ------------ | ---------------- | -------- | -------- | ---------------- | -------------- |
| 2011-2012 | 26           | 15           | 94           | 10e              | 5/8      | 0        | 1 Dubaï          | 0              |
| 2012-2013 | 39           | 22           | 185          | 9e               | 7/9      | 0        | 1 Port Elizabeth | 0              |
| 2013-2014 | 18           | 10           | 96           | 10e              | 4/9      | 0        | 0                | 0              |
| 2014-2015 | 46           | 22           | 234          | 11e              | 9/9      | 0        | 0                | 0              |
| 2015-2016 | 28           | 19           | 211          | 11e              | 6/10     | 0        | 0                | 2 Le Cap Paris |
| Total     | 157          | 88           | 820          | -                | 31       | 0        | 2                | 2              |